# Villa Esperança
Villa Esperança és una casa del municipi de Pallejà (Baix Llobregat) inclosa en l'Inventari del Patrimoni Arquitectònic de Catalunya.

## Descripció
Casa residencial que presenta elements modernistes, reformada l'any 1964. Consta d'un pis i un pati davant de la casa. El primer pis té un balcó flanquejat per dues finestres i a sobre d'aquest hi ha un rellotge de sol.
La part central del sostre, que sobresurt, és a doble vessant.

## Història
Construcció contemporània possiblement a Can Albareda, o com a molt 100 anys més tardana, però que ha estat molt modificada i en part molt restaurada.